# مور مامان (ملكة جمال)
مور مامان (بالعبرية: מור ממן) هي سيدة أعمال وعارضة أزياء وملكة جمال إسرائيلية ولدت في يوم 30 يوليو 1995 في مدينة بئر السبع. هي الفائزة بلقب ملكة جمال إسرائيل لسنة 2014، ومثلت البلد في مسابقة ملكة جمال الكون 2014.